# Catachlorops bahianus
Catachlorops bahianus är en tvåvingeart som beskrevs av David Fairchild 1940. Catachlorops bahianus ingår i släktet Catachlorops och familjen bromsar. Inga underarter finns listade i Catalogue of Life.